# دلبستگی دهانی جلد ۱
دلبستگی دهانی جلد ۱ (به اسپانیایی: Fijación Oral, Vol. 1) آلبومی از هنرمند اهل کلمبیا شکیرا است که در ۳ ژوئن ۲۰۰۵ منتشر شد.